# Christine Haidegger

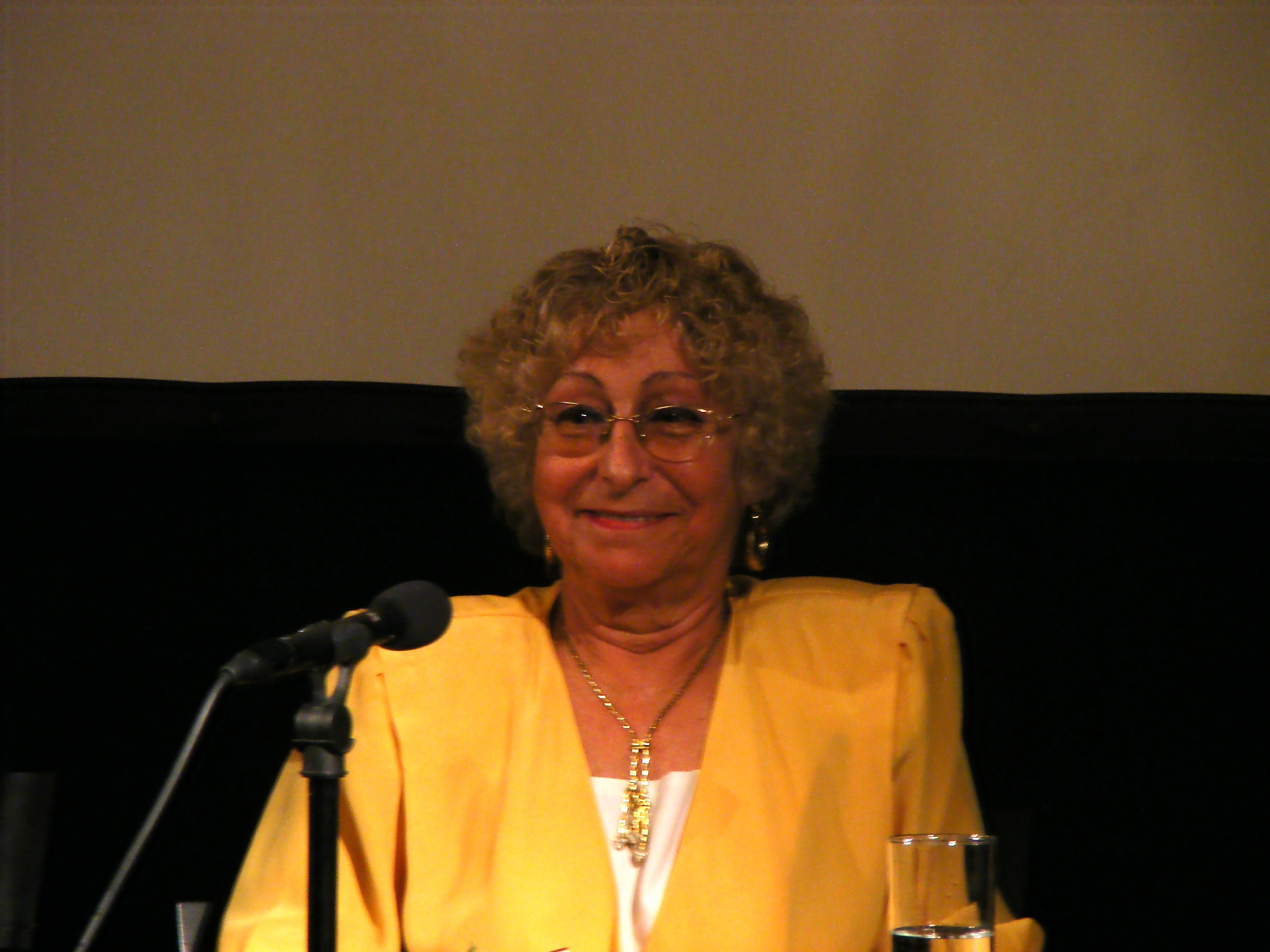
Christine Haidegger, 2012

Ingeborg-Christine Haidegger (* 27. Februar 1942 in Dortmund-Barop; † 5. Dezember 2021) war eine österreichische Schriftstellerin.

## Leben
Christine Haidegger wurde 1942 in Dortmund geboren und verbrachte ihre Jugend in Oberösterreich. Nach dem Besuch des Gymnasiums und der Matura hielt sie sich mehrere Jahre im Vereinigten Königreich, in Frankreich und in Italien auf. Ab 1964 lebte sie als freie Schriftstellerin in Salzburg. Aus ihrer Ehe mit dem Autor Eberhard Haidegger ging 1965 die Tochter Christina Maria († 1989) hervor, die unter dem Pseudonym Meta Merz ebenfalls schriftstellerisch tätig war und deren Nachlass Christine Haidegger betreute. 1974 gehörte Christine Haidegger zu den Gründern der Autorengruppe projekt-IL, von 1975 bis 1981 gab sie die gleichnamige Literaturzeitschrift heraus. 1978 nahm sie am Ingeborg-Bachmann-Wettbewerb in Klagenfurt teil.
Ab 1989 unternahm sie wiederholt Lese- und Studienreisen in den Süden und Südwesten der USA; 1991 war sie Writer-in-residence am Roanoke College in Salem (Virginia). Sie war Mitbegründerin des Salzburger Literaturhauses, Mitglied der Grazer Autorinnen Autorenversammlung und der IG Autorinnen Autoren sowie treibende Kraft für die Gründung der Salzburger Autorengruppe, deren Obfrau sie auch über viele Jahre war. Weiters rief sie den Meta-Merz-Literaturpreis ins Leben, der als Förderpreis für junge Autorinnen in unregelmäßigen Abständen ausgeschrieben wird.
Christine Haidegger starb im Dezember 2021 nach längerer Krankheit im Alter von 79 Jahren.

## Werk

### Schriften (Auswahl)
Christine Haidegger war die Verfasserin von Romanen, Erzählungen, Reiseberichten,  Gedichten, Theaterstücken und Hörspielen.
- Entzauberte Gesichte, Darmstadt 1976
- Zum Fenster hinaus, Reinbek bei Hamburg 1979
- Adam, Adam, Wien 1985
- Amerikanische Verwunderung, Wien 1993
- Atem, Stille, Baden bei Wien 1993
- Schöne Landschaft, Salzburg 1993
- Cajuns, Cola, Cadillac, Wien 1997
- Weiße Nächte, Baden bei Wien 2002
- Mama Dear (englische Übersetzung von "Zum Fenster hinaus"), Riverside/Ca. 2002
- Fremde Mutter, Salzburg u. a. 2006
- Herz.Landschaft.Licht., Salzburg/Wien 2009
- Texas Travels, Wien 2010
- Zum Fenster hinaus, Neuauflage, Salzburg 2016
- Nach dem Fest, Salzburg 2018
- Von der Zärtlichkeit der Wörter, Salzburg 2019

### Tonträger
- Herzland, Lyrik-CD, 2013

### Herausgeberschaft
- Meta Merz: Erotik der Distanz, Wien 1990
- Meta Merz: Metaphysik der Begierde, Wien 1996

## Auszeichnungen
Christine Haidegger erhielt unter anderem folgende Preise und Auszeichnungen:
- 1984 Kulturpreis der Stadt Salzburg
- 1984 Georg-Rendl-Literaturpreis der Kammer für Arbeiter und Angestellte Salzburg
- 1990 Kulturpreis des Landes Salzburg
- 1997 Literaturpreis des Salzburger Kulturfonds
- 2002 Goldenes Ehrenzeichen für Verdienste um das Land Salzburg
- 2005 Lyrikpreis des Landes Salzburg
- 2012 Stadtsiegel in Silber der Stadt Salzburg

Der Person und dem Werk Haideggers widmet sich eine gesamte, im Herbst 2015 erschienene Ausgabe der bedeutenden Literaturzeitschrift SALZ.